# 平安通車站
平安通站（日语：／ Heiandōri eki */?），位於愛知縣名古屋市北區平安通一丁目，為名古屋市營地下鐵之車站。

## 可乘搭之鐵路路線
- 名古屋市營地下鐵
  - 名城線 - 車站編號為M11。
  - 上飯田線 - 車站編號為K02。

## 車站結構
平安通站為地下車站設計，該站作為名城線與上飯田線兩線轉乘站，分別設有一個2面2線的側式月台供名城線使用；以及一個1面2線島式月台供上飯田線使用。為了乘客們的安全起見，月台設有可動式月台門。

### 月台配置
| 月台 | 路線            | 方向 | 目的地                 |
| ---- | --------------- | ---- | ---------------------- |
| 1    | 名城線、 名港線 | 左環 | 榮、金山、名古屋港方向 |
| 2    | 名城線          | 右環 | 大曾根、本山方向       |
| 3、4 | 上飯田線        | -    | 上飯田、犬山方向       |

## 使用情況
2018年度平安通站名城線1日平均上車人次為5,772人；上飯田線1日平均上車人次為568人，兩線合計1日平均上車人次為6,340人。此值不計算兩線轉乘人次。 
近年1日平均上車人次推移如下表。
| 年度               | 名城線上車人次（人/日） | 上飯田線上車人次（人/日） | 上車人次合計（人/日） |
| ------------------ | ----------------------- | ------------------------- | --------------------- |
| 2005年（平成17年） | 5,386                   | 384                       | 5,770                 |
| 2006年（平成18年） | 5,437                   | 399                       | 5,836                 |
| 2007年（平成19年） | 5,521                   | 352                       | 5,873                 |
| 2008年（平成20年） | 5,378                   | 396                       | 5,774                 |
| 2009年（平成21年） | 5,278                   | 387                       | 5,665                 |
| 2010年（平成22年） | 5,087                   | 383                       | 5,470                 |
| 2011年（平成23年） | 5,143                   | 341                       | 5,484                 |
| 2012年（平成24年） | 5,286                   | 381                       | 5,667                 |
| 2013年（平成25年） | 5,408                   | 410                       | 5,818                 |
| 2014年（平成26年） | 5,399                   | 402                       | 5,801                 |
| 2015年（平成27年） | 5,535                   | 473                       | 6,008                 |
| 2016年（平成28年） | 5,603                   | 514                       | 6,147                 |
| 2017年（平成29年） | 5,731                   | 546                       | 6,277                 |
| 2018年（平成30年） | 5,772                   | 568                       | 6,340                 |

## 歷史
- 1971年（昭和46年）12月20日 - 伴隨名城線市役所站至大曾根站間延伸時開業。
- 2003年（平成15年）3月27日 - 上飯田線開業。成為轉乘站。

## 相鄰車站
名古屋市營地下鐵
 名城線
志賀本通（M10）－平安通（M11）－大曾根（M12）
 上飯田線
平安通（K02）－上飯田（K01）

## 外部連結
- 平安通 - 名古屋市交通局